# Bảo tàng Gustaw Morcinek ở Skoczów
Bảo tàng Gustaw Morcinek ở Skoczów (tiếng Ba Lan: Muzeum im. Gustawa Morcinka w Skoczowie) là một bảo tàng tọa lạc tại số 5 Phố Nhà máy, Skoczów, Ba Lan. Bảo tàng là một chi nhánh của Bảo tàng Cieszyn Silesia ở Cieszyn.

## Lược sử hình thành
Khánh thành vào ngày 20 tháng 12 năm 1986, trụ sở của Bảo tàng Gustaw Morcinek ở Skoczów nằm trên nền móng của một chung cư lâu đời được xây dựng vào thế kỷ 18.

## Triển lãm
Bộ sưu tập hiện đang được trưng bày tại Bảo tàng Gustaw Morcinek ở Skoczów bao gồm các hiện vật và kỷ vật có liên quan đến cuộc đời và công việc của nhà văn Gustaw Morcinek (chân dung ông cùng gia đình, ảnh, thư từ độc giả, các mẩu báo chí, ghi chú, bản đánh máy, áp phích, quà lưu niệm từ các cuộc gặp gỡ với độc giả và một vài thứ khác). Ngoài ra, bảo tàng này cũng trưng bày các bộ sưu tập phản ánh lịch sử của Skoczów và khu vực (các bức ảnh về vùng lân cận Silesia, hoạt động khai thác mỏ, nghề thủ công), đi kèm với các ấn bản, bản dịch mới từ các sách của một số nhà văn.
Hơn nữa, Bảo tàng còn thường xuyên tổ chức các lớp học và các buổi chiếu phim về nhà văn.

## Giờ mở cửa
Bảo tàng Gustaw Morcinek ở Skoczów hoạt động quanh năm. Ngoại trừ thứ hai, còn lại tất cả các ngày trong tuần bảo tàng này đều mở cửa.